# Weihe, Heilongjiang
Weihe (kinesiska: 苇河, 苇河镇) är en köping i Kina. Den ligger i provinsen Heilongjiang, i den nordöstra delen av landet, omkring 160 kilometer sydost om provinshuvudstaden Harbin. Antalet invånare är 46 365. Befolkningen består av 22 329 kvinnor och 24 036 män. Barn under 15 år utgör 15,0 %, vuxna 15-64 år 77 %, och äldre över 65 år 7,0 %.
Runt Weihe är det ganska tätbefolkat, med 65 invånare per kvadratkilometer. Närmaste större samhälle är Yabuli, 18,4 km öster om Weihe. Omgivningarna runt Weihe är en mosaik av jordbruksmark och naturlig växtlighet.
Genomsnittlig årsnederbörd är 926 millimeter. Den regnigaste månaden är juli, med i genomsnitt 208 mm nederbörd, och den torraste är januari, med 7 mm nederbörd.